# Oroperipatus weyrauchi
Oroperipatus weyrauchi är en klomaskart som beskrevs av Ernst Marcus 1952. Oroperipatus weyrauchi ingår i släktet Oroperipatus och familjen Peripatidae. Inga underarter finns listade i Catalogue of Life.